# Selenizza
Selenizza (Selenicë in albanese), è un comune albanese situato nella prefettura di Valona, al centro dell'omonimo bacino minerario di asfalto.
In seguito alla riforma amministrativa del 2015 sono stati accorpati a Selenizza gli ex-comuni di Armen, Brataj, Kotë, Sevaster e Vllahinë, portando la popolazione complessiva a 16 396 abitanti (dati censimento 2011).

## Storia

### Bacino minerario
L'esistenza di questo bacino è noto fin dall'antichità essendo stato citato dallo scrittore e naturalista romano Plinio.
I primi a sfruttare il giacimento di asfalto furono i Turchi che dominavano l'Albania, a mezzo di una società franco-ottomana sulla fine del XIX secolo. Durante la prima guerra mondiale, il territorio venne occupato dal corpo di spedizione italiano e l'Ufficio tecnico della Marina Italiana invitò l'industria italiana ad intervenire per lo sfruttamento del giacimento.

#### Intervento dell'industria italiana

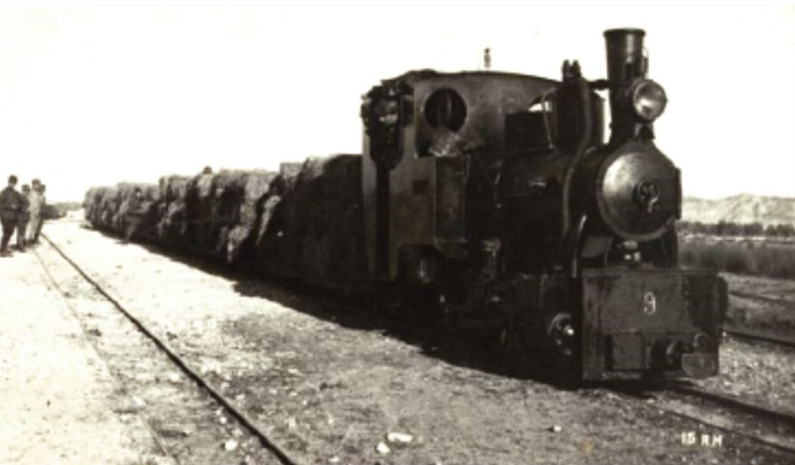
Treno sulla ferrovia decauville di Valona, 1915

Venne così costituita la Società delle Miniere di Selenizza, la quale - dotata di notevole capitale - costruì una decauville di oltre 30 km per unire le miniere al porto di Valona, ristrutturò ed ampliò le gallerie di scavo e costruì a Valona uno stabilimento per la lavorazione dell'asfalto per la produzione di oli minerali.
Dal 1920 al 1943 la concessione fu gestita dalla Simsa di Leopoldo Parodi Delfino arrivando a una produzione di 20000 tonnellate annue di bitume.

#### Produzione
Nel 1939, ultimo anno prima della guerra, la produzione di asfalto raggiunse le 15.000 tonnellate con relativa produzione di oli minerali speciali lubrificanti per i quali allora l'industria italiana era fortemente tributaria dei mercati esteri. L'attività cessò nel 1943 con l'occupazione tedesca dell'Albania.
A partire dal 1939 la società Selenizza ottenne la concessione dello sfruttamento delle miniere di calcopirite di Albania, nella zona dello scutarino. La produzione veniva avviata a Porto Marghera dove veniva decuprata e quindi adibita alla produzione di acido solforico. Le ceneri che ne risultavano erano poi utilizzate in siderurgia al posto del minerale di ferro.

### L'Eccidio di Selenizza
Il 31 marzo 1943, presso Selenizza, una colonna italiana formata da 122 carabinieri e alcuni soldati, comandata dal tenente colonnello Giuseppino Ricci fu attaccata da oltre ottocento Partigiani albanesi. I carabinieri, dopo essere stati disarmati furono immediatamente passati per le armi mentre tre ufficiali italiani furono tratti in prigionia come ostaggi, lo stesso Ricci, il capitano Raffaele e un graduato albanese. I due militari italiani furono in seguito fucilati nel giugno dello stesso anno presso Corushi. Ci sono discordanze nel raccontare la dinamica del caso. Altri testimoni raccontano che i Carabinieri Italiani, considerati truppe di occupazione, furono circondati e uccisi in battaglia da Ribelli Albanesi non inquadrati nelle truppe regolari di contrasto all'occupazione fascista. I soldati italiani della colonna furono risparmiati. Questi furono le Conclusioni dell'Inchiesta aperta dalla Procura di Bari nell'anno 1993. I corpi dei carabinieri uccisi furono rintracciati solamente nel 1993 all'interno della "grotta del pipistrello", in cui erano stati gettati dopo essere stati depredati e spogliati delle divise, grazie alla testimonianza di Zefat Drizari, un anziano albanese del luogo. All'interno della grotta furono recuperati solo 22 corpi di cui solo uno identificato grazie alla piastrina .

## Sport
- KS Selenicë, club di calcio che ha partecipato al massimo campionato albanese